# Geocapromys ingrahami
La jutía de Ingraham (Geocapromys ingrahami) es una especie de roedor histricomorfo de la familia Capromyidae. Es endémica de las Bahamas. No se reconocen subespecies.

## Hábitat
Vive en bosques tropicales o subtropicales de tierras bajas y húmedas o matorral seco y rocoso. Es un animal nocturno permanece bajo tierra de día. Está amenazado de extinción por pérdida de su hábitat.

## Extinciones
Dos subespecies han quedado extintas en tiempos modernos. La jutía de la isla Crooked (G. i. irrectus) y la jutía del Gran Ábaco (G. i. abacon) que desaparecieron hacia el año 1600. Esto fue debido a la deforestación más que por cacería directa.